# Шарантонский бой
Шарантонский бой (фр. combat de Charenton) 8 февраля 1649 года — сражение за город Шарантон между французскими королевскими войсками принца Конде и силами Парламентской Фронды.

## Обстановка под Парижем
После бегства из Пале-Рояля в ночь с 5 на 6 января королевский двор обосновался в Сен-Жермен-ан-Ле, а столица была окружена войсками принца Конде. К 10 января части принца, опиравшиеся на Венсенский замок, заняли Шарантон и начали набеги на окраины Сент-Антуанского предместья, но взятие парижанами Бастилии (13 января) вынудило правительство, не располагавшее достаточными для штурма силами, начать продовольственную блокаду Парижа.
Шарантон, расположенный на правом берегу Сены, ниже слияния с Марной, позволял контролировать дорогу в Бри, откуда осуществлялся основной подвоз провианта. Конде вывел оттуда войска, полагая, что те же функции может исполнять Венсенский замок. Фрондеры немедленно заняли городок, наскоро его укрепили и разместили гарнизон из девяти полков Парижской армии под командованием кампмаршала маркиза де Кланлё (Шанлё). Для большей безопасности проведения конвоев следом за Шарантоном был занят Бри-Конт-Робер.
По словам маркиза де Монгла, при дворе первоначально рассчитывали, что парижане продержатся в осаде не больше двух недель, но, располагая всего примерно 14 тысячами солдат, командование не могло организовать плотную блокаду. 5 февраля большой конвой под эскортом маршала Ламот-Уданкура прибыл со стороны Даммартена, не встретив никаких препятствий со стороны королевских войск, действовавших где-то в другом месте. На совещании Королевского совета было решено перекрыть основную дорогу, для чего следовало взять Бри-Конт-Робер, замок Лезиньи и Шарантонский мост. 7 февраля генеральный наместник королевства Гастон Орлеанский и принц Конде выехали из Сен-Жермен-ан-Ле, взяли войска в Сен-Дени и, прибыв в Венсен, приняли решение атаковать Шарантон.
Существует мнение[чьё?], что Конде хотел навязать фрондерам большое сражение, так как полагал, что парламентские генералы не захотят терять столь важную позицию и будут вынуждены ввести в бой крупные силы. Стянув к Шарантону шесть тысяч человек, принц имел численное превосходство над парижскими регулярными войсками, но в случае вступления в бой городской милиции фрондеры получили бы шестикратный перевес. Эту угрозу Конде намеревался парировать благодаря удобству своей позиции, поскольку парижанам пришлось бы наступать через дефиле между Сеной и Венсенским лесом, где их с фланга и тыла мог атаковать гарнизон Венсенского замка. Разгром ополченцев одним ударом решил бы исход противостояния.

## Сражение
По словам Бюсси-Рабютена, командовавшего в этом деле ротой кавалерии, войска ночью с факелами по «необыкновенному холоду» совершили переход из района Венсена и на рассвете достигли цели.
Утром 8 февраля принц выстроил армию в боевой порядок на равнине между Венсеном и Шарантоном. Атака была поручена одному из ближайших соратников Конде правнуку адмирала Колиньи герцогу де Шатийону, герою битвы при Лансе, годом ранее произведенному в генерал-лейтенанты и которому был обещан маршальский жезл. Шатийон штурмовал город с трех направлений при поддержке артиллерии, громившей укрепления парижан. По словам мадам де Мотвиль, «герцог Орлеанский присутствовал там лично и все, кто носили шпаги, из тех, кто был при дворе, также были там».
Парижская милиция и регулярные войска, численностью около 50 тысяч человек, выступили из ворот столицы на помощь Шарантону и выстроились на равнине между Пикпюсом и рекой, но либо генералы парламента разгадали замысел Конде и решили пожертвовать Шарантоном, либо исход дня был решен благодаря маневрам принца. Промежуток между Венсеном и Шарантоном был занят частями преданного кардиналу Мазарини графа де Брольи, а Конде распорядился поднять на господствующие над Феканской долиной высоты артиллерию, оставив противнику единственный путь для атаки своей весьма сильной позиции. Стоявшие на Феканских высотах эскадроны прикрывали движение пехоты, выступившей на взятие Шарантона. В результате парижские войска остались пассивными наблюдателями падения крепости.
Основной бой развернулся на улицах Шарантона, гарнизон которого решил дорого продать свою жизнь. Маркиз де Кланлё оказал королевским войскам упорное сопротивление и погиб в сражении, город был взят после жестокого боя, все девять парижских полков полностью вырезаны. Атакующие также понесли тяжелые потери, а их командир при взятии последней баррикады получил ранение из мушкета в низ живота и умер на следующий день к большому огорчению всей армии и лично принца Конде, очень его отличавшего. Также в бою погиб кузен Шатийона кампмаршал граф де Салиньи.
После взятия Шарантона Конде выстроил войска в боевой порядок фронтом к парижской армии, которая не осмелилась атаковать противника и, простояв в бездействии довольно долгое время, вернулась в город.

## Последствия
Уничтожив защитников Шарантона, который был разграблен, Конде эвакуировал город и увел войска в Монтрёй, а герцог Орлеанский вернулся в Венсенский замок. В самый день сражения Парижский парламент обсуждал направление коронных магистратов на переговоры с двором, и тогда же стало известно об отправке из Этампа по Орлеанской дороге крупного конвоя, навстречу которому выслали конные отряды маркиза де Нуармутье и герцога де Бофора. Маршал Грамон выступил на перехват, но в бою 10 февраля был отброшен парижской кавалерией.
11 февраля Парижский военный совет при участии полковников милиции принял меры для повышения дисциплины ополченцев, боеспособность которых оставляла желать лучшего. Мадам де Мотвиль пишет по этому поводу, что «каждый парижанин был тогда солдатом, но солдатом без мужества», а потому, узнав об атаке Шарантона, парижские генералы пытались помешать выходу из города огромной, но бесполезной толпы ополченцев.
Шарантонский бой стал крупнейшим сражением «Парижской войны» и контролировавшаяся фрондерами La Gazette напрасно пыталась преуменьшить его значение. Падение Шарантона произвело на столицу тяжелое впечатление, начали распространяться слухи о предательстве генералов и растрате денег, ассигнованных на содержание регулярных войск. На 15 февраля было запланировано новое парламентское обсуждение посылки магистратов, но 12-го королевский герольд доставил парижанам очередной ультиматум, потребовав от парламентариев в четыре дня покинуть город под угрозой ликвидации их должностей, а Ратуше дав шесть дней для капитуляции.
Парламент направил в Сен-Жермен коронных магистратов, которые 17-го были приняты королевой, а через два дня главнокомандующий принц Конти объявил о прибытии представителя эрцгерцога Леопольда Вильгельма, желавшего выступить перед парламентариями. От официальных контактов с испанцами фрондеры отказались и 20-го проголосовали за отправку на переговоры с двором полноценной депутации от всех палат. Самое тяжелое впечатление на обе стороны конфликта произвело известие о казни Карла I (9 февраля), достигшее Франции спустя десять дней. Это событие, наряду с произведенной в декабре войсками Кромвеля чисткой Прайда, наглядно продемонстрировало результаты попрания законности в условиях военной диктатуры и усилило позиции сторонников примирения.
В конце февраля королевские войска предприняли решительные действия с целью отрезать Париж от продовольственной базы в Бри. 22-го войска Конде под командованием графа де Грансе взяли замок Лезиньи, а 24-го атаковали Бри-Конт-Робер, где оборонялся тысячный парижский гарнизон. Рассеяв вражескую кавалерию, 25-го осаждающие установили брешь-батарею, и защитники отступили в замок. Город был разграблен, 27-го начался обстрел замка, войска засыпали ров и приготовились к штурму, но на следующий день губернатор капитулировал. Вся операция, которую прикрывал кавалерийский корпус маршала дю Плесси-Пралена, заняла восемь дней. Парижские генералы еще 25 февраля решили предоставить Бри-Конт-Робер его собственной участи. Так как для проведения операций на юге Конде пришлось вызвать войска из Сен-Дени и оголить северный участок блокады, Ратуша 26-го организовала массовый поход за продовольствием к Гонессу.
Несмотря на то, что полностью кольцо блокады замкнуть не удалось, все большие дороги после взятия Бри-Конт-Робера были закрыты, положение парижан продолжало ухудшаться и  парламент, 25 февраля начавший в Рюэе переговоры с представителями двора, 11 марта заключил мирный договор.
Виктор Кузен подводит итоги сражения следующими словами:

Шарантонский бой во время осады Парижа не имеет такого военного значения, как битвы при Рокруа и Лансе, но он очень важен по своим результатам: он заронил смятение в души фрондеров и обескуражил их, оживил надежды людей благонамеренных, придал парламенту смелость показать свои истинные чувства, начать и вести переговоры в Рюэе, вернул королевству его законный порядок и мало-помалу подвел к концу первый акт печальной драмы Фронды— Cousin V. La société française au XVIIe siècle : d'après Le Grand Cyrus de Mlle de Scudéry. T. I. — P., 1866, p. 175
Адепт конституционной монархии, Кузен считает события 1649 года важным уроком и примером подавления столичных беспорядков решительными методами.

## Мазаринады
Взятие Шарантона было впервые описано в прозе и стихах в том же году в сборнике Мазаринад в тексте, озаглавленном как «Приятный и достоверный рассказ о том, что происходило перед и со времени увоза Короля в городе Париже» (Agréable et véritable récit de ce qui s'est passé avant et depuis l'enlèvement du Roi dans la ville de Paris).
Известно еще несколько памфлетов, посвященных этому сражению, в том числе:
- Речь покойного месье маркиза де Кланлё к Шарантонскому гарнизону перед самой атакой. Со всем, что там произошло наиболее примечательного, и последними словами, которые тот произнес, умирая. Все, согласно отчету офицера этого гарнизона, который недавно спасся из Сен-Жерменской тюрьмы. Произведение весьма необходимое всем офицерам армии и буржуазной милиции (Harangue de feu monsieur le marquis de Clanleu, a la garnison de Charenton un peu devant l'attaque. Avec tout ce qui s'y est passé de plus remarquable, et les dernieres paroles qu'il dit en mourant. Le tout selon le rapport d'un officier de cette garnison qui s'est sauvé depuis peu des prisons de S. Germain. Piece tres necessaire à tous les officiers de l'armée, & à ceux de la milice bourgeoise). 8 страниц, с портретом, in-4°[36]
- Похвала покойному месье маркизу де Кланлё, убитому в Шарантоне на службе королю и парламенту: dulce, & decorum est pro patria mori (Lovange de fev Monsievr le Marqvis de Clanlev, tué a Charanton en combattant povr le service dv roy, et dv parlement : dulce, & decorum est pro patria mori). Опубликовано между 8 и 11 февраля 1649[37]
- Новые нелепости, сообщенные герцогом де Шатийоном Императору преисподней об ужасных пропастях его владычества (Nouvelles burlesques portées par le duc de Chastillon à l'Empereur des tenebres, aux affreuses cavernes de sa domination)[38]
- Встреча духов герцога де Шатийона и барона де Кланлё после их смерти, случившейся в Шарантоне (La Rencontre des esprits dv dvc de Chastillon et dv baron de Clanlev, apres levr mort, arriuée à Charenton). 8 страниц. Опубликовано между 8 и 11 февраля 1649[39]

## В беллетристике
Шарантонский бой упоминается в «Любовной истории галлов» (1665) участника парижской осады и боев за Шарантон и Бри-Конт-Робер Бюсси-Рабютена в «Истории Анжели и Жинотика», где Шарантон называется Бушма, а Конде принцем Тиридатом.
Довольно точное описание этого события приводится и в романе Мадлен де Скюдери «Артамен, или Великий Кир» (1649—1653), где Великий Кир, осаждающий Артаксату, посылает своего полководца Артибия захватить соседнюю крепость на берегу Аракса.
Ключ к роману сообщает: «Замок (на берегу Аракса) — это Шарантон, который месье Принц взял на виду у пятидесяти тысяч человек, которые не посмели его атаковать в Феканской долине, где он расположился, и с позором вернулись в город. Вся эта крупная акция описана в полном согласии с правдой. Смертельно раненым принцем Артибием был покойный месье герцог де Шатийон, которого месье Принц собственноручно помогал вынести, так же, как это сделал Кир».
Описание сражения приведено в романе Александра Дюма «Двадцать лет спустя» (1845) в главе LXXXII «Шарантонский бой». Там герцог де Шатийон погибает от руки Арамиса.

## Комментарии
1. ↑  По словам мадам де Мотвиль, шарантонский гарнизон состоял из двух тысяч человек (Motteville, p. 329)
2. ↑  По словам герцога Омальского этот узловой пункт стал местом притяжения для дезертиров как из Парижа, так и из королевской армии (Aumale, p. 319)
3. ↑  Герцог Омальский пишет о 20 тысячах, которые после смотра на Королевской площади заняли позицию в двенадцати милях от Пикпюса (Aumale, p. 319). По словам мадам де Мотвиль, эта «многочисленная и дурная армия» так и не покинула укреплений, которыми служили дома на окраине Пикпюса, а ее арьергард все время боя простоял на Королевской площади «и видел только бронзового коня, который, представляя память о Людовике XIII, должен был вызывать стыд у тех, кто собирался сражаться с его сыном и своим Королем» (Motteville, pp. 329—330)
4. ↑  Небольшая долина к северо-северо-востоку от Конфлана и Шарантона. Высоты, занятые орудиями и кавалерией Конде, ограничивали долину с юга (Aumale, p. 319)
5. ↑  Бюсси-Рабютен по этому поводу ехидно замечает, что принц «очень сожалел об этой утрате; его горе было столь сильно, что не  
могло длиться долго» (Бюсси-Рабютен, с. 54)
6. ↑  Или «гнездо дезертиров», по терминологии герцога Омальского (Aumale, pp. 321—322)
7. ↑  Конти просил у эрцгерцога военной помощи и обещал заключить союз, когда испанская армия подойдет на расстояние в 15 лье от Парижа (Малов, с. 364)
8. ↑  После того как парламент 20 февраля отказался принять испанского представителя герцог де Бофор предложил коадъютору Рецу провести аналогичную чистку (Малов, с. 367)
9. ↑  «Говорят, что в июне 1848-го генерал Кавеньяк решил в случае поражения или безнадежности сопротивления покинуть Париж, окружить его и начать осаду. Если бы 24 февраля генерал Бюжо, имея свободу действий и маневра, сделал это, через шесть дней буржуазия и национальная гвардия, каясь в безрассудных заблуждениях, сами бы открыли ему ворота Парижа» (Cousin, p. 176)